# Makszim Makszimovics Litvinov
Makszim Makszimovics Litvinov (Białystok, 1876. július 17. – Moszkva, 1951. december 31.) orosz forradalmár, szovjet diplomata, 1930. július 21-től 1939. május 3-ig a Szovjetunió külügyi népbiztosa (külügyminisztere) volt.

### Fiatalkora és első száműzetése
Meir Henoch Mojszewicz Wallach-Finkelstein (röviden Max Wallach) néven látta meg a napvilágot Białystok városában (az akkori cári Oroszországban) egy litvániai gazdag zsidó bankár család második fiaként. Megalakulásakor, 1898-ban, lépett be az Oroszországi Szociáldemokrata Munkáspártba, mely akkor illegálisan működött, ezért tagjai álnevet használtak: ekkor vette fel a Makszim Litvinov nevet, de emellett a Papasa és a Makszimovics álnevet is használta, illetve publikált még M. G. Harrison és David Mordecai Finkelstein néven is. A Litvinov családjának származási helyére, Litvániára utal. 1900-ban lett a kijevi pártbizottság tagja, ám egy évvel rá az egész bizottságot letartóztatták. 18 hónap fogság után megszökött 11 társával és Svájcba menekült, ahol az Iszkra egyik szerkesztője lett. 1903-ban a bolsevik frakciót választotta és visszatért Oroszországba, ahol az 1905-ös orosz forradalom lapját szerkesztette.

### Második emigrációja
A forradalom leverése után a kormány elrendelte a bolsevikok letartóztatását, ezért Litvinov ismét elmenekült az országból. A következő tíz évben fegyverbeszerzéssel és csempészettel támogatta az Oroszországban maradt kommunista forradalmárokat. 1907-ben részt vett az ötödik pártkongresszuson Londonban, ahol a párt együtt bérelt neki szállást Joszif Sztálinnal. 
1908-ban letartóztatták Franciaországban, majd kitoloncolták az országból, mivel találtak nála 12 darab 500 rubeles bankjegyet, melyek az előző évi tifliszi bankrablásból származtak. Ezek után Londonban élt, de továbbra is aktív tagja volt a bolsevik pártnak. 
Angliában találkozott későbbi feleségével, Ivy Lowe-val, aki az egyik legelőkelőbb angliai zsidó családból származott, és akinek ősei Magyarországról vándoroltak ki az 1848–49-es forradalom és szabadságharc leverése után. Egy ideig Belfastban éltek.

### Az1917-es októberi orosz forradalomután
A bolsevik hatalomátvétel után Lenin Litvinovot nevezte ki (nem hivatalosan) az orosz kormány képviselőjének Nagy-Britanniában. 1918-ban letartóztatták, mivel Oroszországban szintén letartóztatták Anglia képviselőjét, R. H. Bruce Lockhartot. Végül fogolycserével mindkét diplomata szabadult. 
A következő években a szovjet kormány utazó nagykövete volt. Fontos szerepe volt abban, hogy a britek feloldották a gazdasági blokádot a Szovjetunióval szemben, illetve több kereskedelmi egyezmény létrejöttében is meghatározó szerepe volt. 1929-ben ratifikálták a Litvinov-paktumot, amelyben a Szovjetunió, Észtország, Lettország, Lengyelország és Románia abban egyezett meg egymással, hogy nem fognak erőszakot alkalmazni nézeteltéréseik megoldására (ezt akkoriban egyfajta „keleti Kellogg–Briand-paktumnak” tartottak, amelyet egyébként szintén Litvinov írt alá a Szovjetunió nevében).
1930-ban Sztálin őt nevezte ki külügyi népbiztosnak. Ellentétben elődjével, a németbarát külpolitikát folytató Georgij Csicserinnel, ő az antanthatalmakhoz kíván közeledni. 1933-ra elérte, hogy az Egyesült Államok hivatalosan elismerje a szovjet kormányt. Franklin D. Roosevelt egy komikust, Harpo Marxot küldte a Szovjetunióba jószolgálati nagykövetnek, akivel Litvinov személyes jó barátságba került. 
Litvinov aktívan elősegítette, hogy hazája bekerüljön a Népszövetségbe, ahol képviselte is a Szovjetuniót 1934-38-ig.

### Tárgyalások a náci Németországgal és az emiatti leváltása
A müncheni egyezmény után, Litvinov a német sajtó célkeresztjébe került, zsidó származása miatt „Finkelstein-Litvinov"-nak gúnyolták.
1939. május 3-án Sztálin leváltotta és Vjacseszlav Molotovot nevezte ki a szovjet diplomácia élére. Éjszaka az NKVD emberei körbezárták a külügyminisztérium épületét, a telefonvonalakat elnémították, és másnap reggel Molotov, Berija és Malenkov közölték Litvinovval, hogy leváltották. Ezek után több minisztériumi alkalmazottat letartóztattak és megkínoztak, hogy kompromittáló információkat tudjanak belőlük kicsikarni. 
Litvinov leváltása egyértelműen megnövelte Sztálin mozgásterét a szovjet külpolitikában, ugyanis a náci Németországgal való tárgyalásokat akadályozta Litvinov zsidó származása. Molotov utasítást kapott rá, hogy „tisztítsa meg a zsidóktól” a szovjet diplomáciát, amit készségesen végre is hajtott. Ugyanakkor a német közeledés egyúttal távolodást is jelentett a szovjetek számára a szövetséges hatalmaktól. 
A Molotov–Ribbentrop-paktum aláírása előtt három hónappal Hitler azt mondta tábornokainak, hogy Litvinov leváltása döntő a paktum létrejöttének ügyében, illetve azt is üdvözölte, hogy nem egy másik zsidó foglalta el Litvinov helyét. Egyben Hitler megírta Mussolininek, hogy ez a gesztus Moszkva részéről azt jelenti, hogy készek megkötni Berlinnel „minden idők legnagyobb” megnemtámadási szerződését. Mikor később Litvinovot leváltásának okairól kérdezték, visszakérdezett: „Tényleg azt gondolja, hogy én voltam a megfelelő ember arra, hogy aláírjak egy szerződést Hitlerrel?”
Litvinov, akárcsak Churchill, kételkedett benne, hogy a müncheni egyezmény sikerrel megfékezheti Hitler világbirodalmi törekvéseit. 1941. június 22., a Barbarossa hadművelet megkezdése, igazolta is az igazukat. Ezután Sztálin kinevezte Litvinovot külügyi népbiztos-helyettesnek, de egyúttal ő lett a Szovjetunió amerikai nagykövete is 1941-1943-ig. Nagy szerepe volt abban, hogy az Egyesült Államok megalkotta a kölcsönbérleti törvényt, amely lehetővé tette az USA számára fegyverek és egyéb hadianyagok szállítását szövetségeseinek, elsősorban Nagy-Britanniának és a Szovjetuniónak.

### Halála és hagyatéka
1945-ben felmerült a neve, mint Nobel-békedíj várományos, de végül Cordell Hull kapta meg, aki 1933-1944-ig az USA külügyminisztere volt.
Azt pletykálták, hogy Sztálin személyesen adott utasítást a meggyilkolására, a zsidóellenes leszámolásai részeként. Anasztasz Mikoján azt állította, hogy egy teherautó szándékosan ütközött össze Litvinov autójával egy kanyarban nem messze a nyaralójától 1951 szilveszterén és a baleset sérüléseibe halt bele Litvinov. Ennek ellentmondott Litvonov felesége és lánya, akik szerint Sztálin és Litvinov jó viszonyban voltak utóbbi haláláig. Litvonovnak súlyos szívproblémái voltak, Sztálin pedig a legjobb orvosokat bízta meg a kezelésével, és végül szívroham végzett vele 1951. december 31-én. 
Halála után felesége visszaköltözött Angliába, állítólag utolsó szavai ezek voltak hozzá: „Angol nő, menj haza!” 
Molotov még évekkel Litvinov halála után is azt állította, hogy elődje a proletárok ellensége volt, és megérdemelte a legsúlyosabb büntetést is.
Unokája, Pavel Litvinov, orosz fizikus, író, még a szovjet érában disszidált nyugatra.

## Magyarul
- A világbékéért. Litvinov beszéde a genfi leszerelési konferencián; Viktória Ny., Bp., 1934

## Fordítás
- Ez a szócikk részben vagy egészben  a   Maxim Litvinov című angol Wikipédia-szócikk fordításán alapul.  Az eredeti cikk szerkesztőit annak laptörténete sorolja fel. Ez a jelzés csupán a megfogalmazás eredetét és a szerzői jogokat jelzi, nem szolgál a cikkben szereplő információk forrásmegjelöléseként.